# Lars Schache
Lars Schache (* 22. April 1976) ist ein deutscher Florettfechter. Mit der Nationalmannschaft war er Welt- und Europameister, mit dem FC Tauberbischofsheim zweimaliger deutscher Meister. Er ist mit der ebenfalls international erfolgreichen Florettfechterin Anja Schache verheiratet.

## Erfolge
Seinen ersten großen internationalen Erfolg hatte Schache mit seinem dritten Platz bei der Kadettenweltmeisterschaft 1993. Es folgte 1995 ein zweiter Platz bei der Juniorenweltmeisterschaft und der Gewinn der Junioreneuropameisterschaft.
In der Altersklasse der Aktiven gewann Schache die Mannschaftsweltmeisterschaft 2002 in Lissabon zusammen mit Ralf Bißdorf, Peter Joppich und André Weßels sowie die Europameisterschaft 2001 in Koblenz (mit Dominik Behr, Ralf Bißdorf und Christian Schlechtweg). Im Einzel waren seine besten Platzierungen bei internationalen Meisterschaften ein 11. Platz bei der Europameisterschaft 1999 in Bozen und ein 10. Platz bei der Weltmeisterschaft 2001 in Nîmes. Darüber hinaus gewann er zwei Weltcupturniere und wurde Deutscher Vizemeister 2000 und 2004. Mit dem FC Tauberbischofsheim gewann er zwei Mal die Deutsche Mannschaftsmeisterschaft (2006 und 2007).